# Гахария, Георгий Заурович
Георгий Заурович Гахария (груз. გიორგი ზაურის ძე გახარია; род. 19 марта 1975, Тбилиси, ГССР, СССР) — грузинский государственный и политический деятель. В прошлом — премьер-министр Грузии с 9 сентября 2019 по 18 февраля 2021 года, министр внутренних дел и вице-премьер Грузии (2017—2019), министр экономики и устойчивого развития Грузии (2016—2017).

## Биография

### Образование
Георгий Гахария окончил исторический факультет Тбилисского государственного университета. В 1994—2000 годах учился в Московском государственном университете им. Ломоносова (факультет политологии, магистр политических наук). В 2002—2004 годах учился в Высшей бизнес-школе Московского государственного университета им. Ломоносова.

### Работа в правительстве Грузии

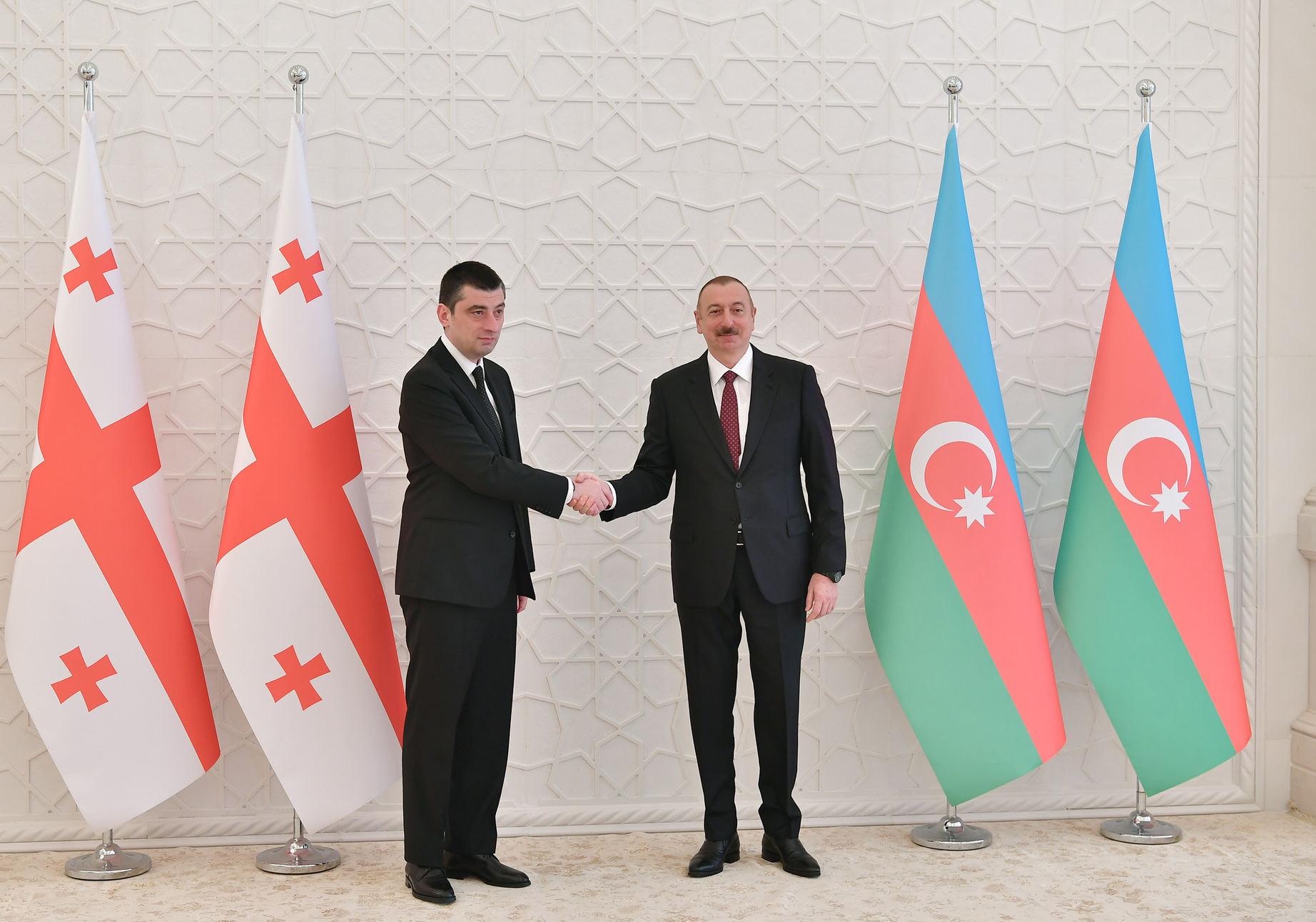
Георгий Гахария и Ильхам Алиев

После работы в частном бизнесе (SFK Group — генеральный директор; Lufthansa Service Holding AG — директор развития бизнеса по странам Восточной Европы, СНГ и России), в марте 2013 года назначен бизнес-омбудсменом Грузии. С декабря 2014 года совмещал пост секретаря экономического совета правительства Грузии. Георгий Квирикашвили, став премьер-министром, в ноябре 2016 года назначил Георгия Гахария своим преемником на посту министра экономики. 13 ноября 2017 года Гахария назначен министром внутренних дел Грузии. Занял пост вице-премьера Грузии.
3 сентября 2019 года после отставки Мамуки Бахтадзе выдвинут кандидатом на пост премьер-министра Грузии. В понедельник 9 сентября вступил в должность главы правительства. 18 февраля 2021 года Георгий Гахария подал в отставку из-за разногласий с коллегами по партии по поводу решения об аресте оппозиционного политика Никанора (Ники) Мелии.

### Создание своей партии
В мае 2021 года основал партию «За Грузию» и выдвинулся от неё на выборах мэра Тбилиси.